# Frederik Bøttger
Frederik Christian Bøttger (9. marts 1838 i Barrit – 26. april 1920 i København) var en dansk historicistisk arkitekt.
Bøttger var søn af provst i Barrit Rasmus Hansen Bøttger (1806-1884) og Eleonore Christine f. Schmidt (1813-1875). Efter at have lært murerhåndværket gik han på Kunstakademiet fra 1853 og opnåede begge sølvmedaljer 1863-64 og arbejdede samtidig i N.S. Nebelongs tegneskole; senere tegnede han hos Christian Hansen og Ferdinand Meldahl, for hvem han var konduktør ved opførelsen af Navigationsskolen i Havnegade (1864-65). I forening med Vilhelm Dahlerup opførte han Københavns Havns hovedsæde på Nordre Toldbod i København og Iselingen hovedgård. Derefter var han med understøttelse af Staten og Den Reiersenske Fond på en udenlandsrejse til England, Tyskland og Italien. Hjemvendt herfra nedsatte han sig i 1871 som privatpraktiserende arkitekt i hovenstaden, hvor han tegnede N. Zahles Skole og Nørrebrogade 44.
I tidsrummet 1874-1903 arbejdede han for Arbejdernes Byggeforening, hvor han tegnede over 1.100 arbejderboliger i København, bl.a. Kartoffelrækkerne på Østerbro (480 huse), Humleby på Vesterbro (235 huse) og Strandvejskvarteret ved Svanemøllen (393 huse) og som de første Byggeforeningshusene ved Nyboder fra 1870-72 (45 huse).
Han udstillede på Charlottenborg Forårsudstilling 1864 og 1870, Den Nordiske Industri-, Landbrugs- og Kunstudstilling i Kjøbenhavn 1888, Verdensudstillingen i Paris 1900 og Raadhusudstillingen i København 1901. 
Han var Ridder af Dannebrog. Bøtter var ugift og er begravet på Assistens Kirkegård.

## Værker
- Havneadministrationsbygning for Københavns Havn ved Nordre Toldbod, København (1868, sammen med Vilhelm Dahlerup, forhøjet med 2 etager af Einar Madvig 1938-39)
- Ombygning af herregården Iselingen (1874, sammen med Vilhelm Dahlerup)
- 1.202 huse i København for Arbejdernes Byggeforening:
  - Gernersgade, Krusemyntegade og Sankt Pauls Gade (Byggeforeningshusene ved Nyboder) med 45 huse (1870-72)
  - Olufsvej med 49 huse (1874-77)
  - Farimagsgade-kvarteret mellem Øster Farimagsgade og Øster Søgade (Kartoffelrækkerne) med 480 huse (1873-1889)
  - Fælledvejskvarteret (Humleby) med 235 huse (1886-1891)
  - Strandvejskvarteret (Komponistkvarteret) med 393 huse (1892-1903)
- N. Zahles Skole, Nørre Voldgade 7 og Linnésgade 10 (1877)
- Ejendommen Nørre Voldgade 82 (1880)
- Ejendommen Nørrebrogade 44 (1882-83)
- Fabriksbygning ved Ovengaden neden Vandet 17 (nu Overgaden. Institut for Samtidskunst), Christianshavn, København (1887)
- Slotsholmsgade 16 (1894, nu nedrevet)
- Teknisk Skole, Prinsesse Charlottes Gade 38 (1903-08 sammen med Christen Larsen)